# Tetanops flavescens
Tetanops flavescens är en tvåvingeart som beskrevs av Macquart 1835. Tetanops flavescens ingår i släktet Tetanops och familjen fläckflugor. Inga underarter finns listade i Catalogue of Life.